# Coupe du monde de baseball 2001
La Coupe du monde de baseball 2001 est la 34e édition de cette épreuve mettant aux prises les meilleures sélections nationales. La phase finale s'est tenue du 6 au 18 novembre 2001 à Taïwan.

## Format du tournoi
Les seize équipes participantes sont divisées en deux groupes de huit. Chaque sélection joue contre les sept autres équipes de son groupe lors du premier tour. Les quatre meilleures équipes se qualifient pour la phase finale à élimination directe (quarts de finale, demi-finales, finales et matchs de classement). Si une équipe mène de plus de 10 points après le début de la 7e manche, le match est arrêté (mercy rule).

## Classement final
| Pl.                | Sélection        |
| ------------------ | ---------------- |
| Médaille d'or      | Cuba             |
| Médaille d'argent  | États-Unis       |
| Médaille de bronze | Taïwan           |
| 4                  | Japon            |
| 5                  | Panama           |
| 6                  | Corée du Sud     |
| 7                  | Pays-Bas         |
| 8                  | Rép. dominicaine |

Les huit autres équipes n'ont pas de classement final, n'ayant pas jouées les unes contre les autres.

## Résultats

### Premier tour

#### Groupe A
| Date        | Heure | Stade     | Recevant               | Visiteur               | Score  | Notes      |
| ----------- | ----- | --------- | ---------------------- | ---------------------- | ------ | ---------- |
| 6 novembre  | 18h00 | Tien-Mou  | Taiwan                 | Italie                 | 6 - 1  |            |
| 7 novembre  | 18h00 | Kaohsiung | République Dominicaine | États-Unis             | 6 - 4  |            |
| 7 novembre  | 12h00 | Kaohsiung | France                 | Nicaragua              | 1 - 5  |            |
| 7 novembre  | 15h00 | Chia-Yi   | Corée du Sud           | Afrique du Sud         | 2 - 0  |            |
| 8 novembre  | 12h00 | Chia-Yi   | Taiwan                 | France                 | 10 - 0 | 7 manches  |
| 8 novembre  | 12h00 | Kaohsiung | États-Unis             | Afrique du Sud         | 5 - 0  |            |
| 8 novembre  | 18h00 | Chia-Yi   | République Dominicaine | Nicaragua              | 8 - 4  |            |
| 8 novembre  | 18h00 | Kaohsiung | Italie                 | Corée du Sud           | 0 - 10 |            |
| 9 novembre  | 12h00 | Chia-Yi   | France                 | République Dominicaine | 1 - 3  |            |
| 9 novembre  | 12h00 | Kaohsiung | Afrique du Sud         | Italie                 | 2 - 11 |            |
| 9 novembre  | 18h00 | Chia-Yi   | Corée du Sud           | États-Unis             | 0 - 11 |            |
| 9 novembre  | 18h00 | Kaohsiung | Nicaragua              | Taiwan                 | 2 - 4  |            |
| 10 novembre | 12h00 | Chia-Yi   | République Dominicaine | Italie                 | 5 - 3  |            |
| 10 novembre | 12h00 | Kaohsiung | Afrique du Sud         | Taiwan                 | 2 - 8  |            |
| 10 novembre | 18h00 | Chia-Yi   | États-Unis             | Nicaragua              | 1 - 3  |            |
| 10 novembre | 18h00 | Kaohsiung | Corée du Sud           | France                 | 14 - 1 | 7 manches  |
| 11 novembre | 12h00 | Chia-Yi   | Nicaragua              | Afrique du Sud         | 13 - 0 | 7 manches  |
| 11 novembre | 12h00 | Kaohsiung | Italie                 | France                 | 5 - 1  |            |
| 11 novembre | 18h00 | Chia-Yi   | Corée du Sud           | République Dominicaine | 4 - 0  |            |
| 11 novembre | 18h00 | Kaohsiung | États-Unis             | Taiwan                 | 6 - 0  |            |
| 13 novembre | 12h00 | Chia-Yi   | Taiwan                 | République Dominicaine | 5 - 1  |            |
| 13 novembre | 12h00 | Kaohsiung | Afrique du Sud         | France                 | 4 - 3  | 13 manches |
| 13 novembre | 18h00 | Chia-Yi   | Nicaragua              | Corée du Sud           | 1 - 12 | 7 manches  |
| 13 novembre | 18h00 | Kaohsiung | États-Unis             | Italie                 | 8 - 0  |            |
| 14 novembre | 12h00 | Chia-Yi   | République Dominicaine | Afrique du Sud         | 15 - 5 | 7 manches  |
| 14 novembre | 12h00 | Kaohsiung | France                 | États-Unis             | 0 - 17 | 7 manches  |
| 14 novembre | 18h00 | Chia-Yi   | Italie                 | Nicaragua              | 2 - 5  |            |
| 14 novembre | 18h00 | Kaohsiung | Taiwan                 | Corée du Sud           | 5 - 1  |            |

| Pl. | Équipe           | J | V | D | PM | PC | %    |
| --- | ---------------- | - | - | - | -- | -- | ---- |
| 1   | Taïwan           | 7 | 6 | 1 | 38 | 13 | .857 |
| 2   | États-Unis       | 7 | 5 | 2 | 52 | 9  | .714 |
| 3   | Rép. dominicaine | 7 | 5 | 2 | 38 | 26 | .714 |
| 4   | Corée du Sud     | 7 | 5 | 2 | 43 | 18 | .714 |
| 5   | Nicaragua        | 7 | 4 | 3 | 33 | 28 | .571 |
| 6   | Italie           | 7 | 2 | 5 | 22 | 37 | .286 |
| 7   | Afrique du Sud   | 7 | 1 | 6 | 13 | 57 | .143 |
| 8   | France           | 7 | 0 | 7 | 7  | 58 | .000 |

J : rencontres jouées, V : victoires, D : défaites, PM : points marqués, PC : points concédés, % : pourcentage de victoire.

#### Groupe B
| Date        | Heure | Stade     | Recevant               | Visiteur               | Score  | Notes      |
| ----------- | ----- | --------- | ---------------------- | ---------------------- | ------ | ---------- |
| 6 novembre  | 18h00 | Tien-Mou  | Taiwan                 | Italie                 | 6 - 1  |            |
| 7 novembre  | 18h00 | Kaohsiung | République Dominicaine | États-Unis             | 6 - 4  |            |
| 7 novembre  | 12h00 | Kaohsiung | France                 | Nicaragua              | 1 - 5  |            |
| 7 novembre  | 15h00 | Chia-Yi   | Corée du Sud           | Afrique du Sud         | 2 - 0  |            |
| 8 novembre  | 12h00 | Chia-Yi   | Taiwan                 | France                 | 10 - 0 | 7 manches  |
| 8 novembre  | 12h00 | Kaohsiung | États-Unis             | Afrique du Sud         | 5 - 0  |            |
| 8 novembre  | 18h00 | Chia-Yi   | République Dominicaine | Nicaragua              | 8 - 4  |            |
| 8 novembre  | 18h00 | Kaohsiung | Italie                 | Corée du Sud           | 0 - 10 |            |
| 9 novembre  | 12h00 | Chia-Yi   | France                 | République Dominicaine | 1 - 3  |            |
| 9 novembre  | 12h00 | Kaohsiung | Afrique du Sud         | Italie                 | 2 - 11 |            |
| 9 novembre  | 18h00 | Chia-Yi   | Corée du Sud           | États-Unis             | 0 - 11 |            |
| 9 novembre  | 18h00 | Kaohsiung | Nicaragua              | Taiwan                 | 2 - 4  |            |
| 10 novembre | 12h00 | Chia-Yi   | République Dominicaine | Italie                 | 5 - 3  |            |
| 10 novembre | 12h00 | Kaohsiung | Afrique du Sud         | Taiwan                 | 2 - 8  |            |
| 10 novembre | 18h00 | Chia-Yi   | États-Unis             | Nicaragua              | 1 - 3  |            |
| 10 novembre | 18h00 | Kaohsiung | Corée du Sud           | France                 | 14 - 1 | 7 manches  |
| 11 novembre | 12h00 | Chia-Yi   | Nicaragua              | Afrique du Sud         | 13 - 0 | 7 manches  |
| 11 novembre | 12h00 | Kaohsiung | Italie                 | France                 | 5 - 1  |            |
| 11 novembre | 18h00 | Chia-Yi   | Corée du Sud           | République Dominicaine | 4 - 0  |            |
| 11 novembre | 18h00 | Kaohsiung | États-Unis             | Taiwan                 | 6 - 0  |            |
| 13 novembre | 12h00 | Chia-Yi   | Taiwan                 | République Dominicaine | 5 - 1  |            |
| 13 novembre | 12h00 | Kaohsiung | Afrique du Sud         | France                 | 4 - 3  | 13 manches |
| 13 novembre | 18h00 | Chia-Yi   | Nicaragua              | Corée du Sud           | 1 - 12 | 7 manches  |
| 13 novembre | 18h00 | Kaohsiung | États-Unis             | Italie                 | 8 - 0  |            |
| 14 novembre | 12h00 | Chia-Yi   | République Dominicaine | Afrique du Sud         | 15 - 5 | 7 manches  |
| 14 novembre | 12h00 | Kaohsiung | France                 | États-Unis             | 0 - 17 | 7 manches  |
| 14 novembre | 18h00 | Chia-Yi   | Italie                 | Nicaragua              | 2 - 5  |            |
| 14 novembre | 18h00 | Kaohsiung | Taiwan                 | Corée du Sud           | 5 - 1  |            |

| Pl. | Équipe      | J | V | D | PM | PC | %     |
| --- | ----------- | - | - | - | -- | -- | ----- |
| 1   | Japon       | 7 | 7 | 0 | 68 | 10 | 1.000 |
| 2   | Cuba        | 7 | 6 | 1 | 55 | 13 | .857  |
| 3   | Panama      | 7 | 5 | 2 | 28 | 27 | .714  |
| 4   | Pays-Bas    | 7 | 4 | 3 | 45 | 19 | .571  |
| 5   | Australie   | 7 | 3 | 4 | 24 | 32 | .429  |
| 6   | Canada      | 7 | 2 | 5 | 21 | 18 | .286  |
| 7   | Russie      | 7 | 1 | 6 | 13 | 66 | .143  |
| 8   | Philippines | 7 | 0 | 7 | 6  | 75 | .000  |

J : rencontres jouées, V : victoires, D : défaites, PM : points marqués, PC : points concédés, % : pourcentage de victoire.

### Phase finale
|  | Quarts de finale                | Quarts de finale                |                                |                                | Demi-finales                    | Demi-finales                    |   |  | Finale                         | Finale                         |
|  | Quarts de finale                | Quarts de finale                |                                |                                | Demi-finales                    | Demi-finales                    |   |  | Finale                         | Finale                         |
|  |                                 |                                 |                                |                                |                                 |                                 |   |  |                                |                                |
|  | 16 novembre - 12h00 (Shinchuan) | 16 novembre - 12h00 (Shinchuan) |                                |                                | 17 novembre - 18h00 (Shinchuan) | 17 novembre - 18h00 (Shinchuan) |   |  | 18 novembre - 16h30 (Tien-Mou) | 18 novembre - 16h30 (Tien-Mou) |
|  | 16 novembre - 12h00 (Shinchuan) | 16 novembre - 12h00 (Shinchuan) |                                |                                | 17 novembre - 18h00 (Shinchuan) | 17 novembre - 18h00 (Shinchuan) |   |  | 18 novembre - 16h30 (Tien-Mou) | 18 novembre - 16h30 (Tien-Mou) |
|  | Cuba                            | 3                               |                                |                                | 17 novembre - 18h00 (Shinchuan) | 17 novembre - 18h00 (Shinchuan) |   |  | 18 novembre - 16h30 (Tien-Mou) | 18 novembre - 16h30 (Tien-Mou) |
|  | Cuba                            | 3                               |                                |                                | 17 novembre - 18h00 (Shinchuan) | 17 novembre - 18h00 (Shinchuan) |   |  | 18 novembre - 16h30 (Tien-Mou) | 18 novembre - 16h30 (Tien-Mou) |
|  | Rép. dominicaine                | 1                               |                                |                                | 17 novembre - 18h00 (Shinchuan) | 17 novembre - 18h00 (Shinchuan) |   |  | 18 novembre - 16h30 (Tien-Mou) | 18 novembre - 16h30 (Tien-Mou) |
|  | Rép. dominicaine                | 1                               | Japon                          | 1                              |                                 |                                 |   |  | 18 novembre - 16h30 (Tien-Mou) | 18 novembre - 16h30 (Tien-Mou) |
|  | 16 novembre - 18h00 (Tien-Mou)  |                                 | Japon                          | 1                              |                                 |                                 |   |  | 18 novembre - 16h30 (Tien-Mou) | 18 novembre - 16h30 (Tien-Mou) |
|  |                                 | Cuba                            | 3                              |                                |                                 |                                 |   |  | 18 novembre - 16h30 (Tien-Mou) | 18 novembre - 16h30 (Tien-Mou) |
|  | Japon                           | Cuba                            | 3                              | 3                              |                                 |                                 |   |  | 18 novembre - 16h30 (Tien-Mou) | 18 novembre - 16h30 (Tien-Mou) |
|  | Japon                           |                                 |                                | 3                              |                                 |                                 |   |  | 18 novembre - 16h30 (Tien-Mou) | 18 novembre - 16h30 (Tien-Mou) |
|  | Corée du Sud                    | 1                               |                                |                                |                                 |                                 |   |  | 18 novembre - 16h30 (Tien-Mou) | 18 novembre - 16h30 (Tien-Mou) |
|  | Corée du Sud                    | 1                               | États-Unis                     | 3                              |                                 |                                 |   |  |                                |                                |
|  | 16 novembre - 12h00 (Tien-Mou)  |                                 | États-Unis                     | 3                              |                                 |                                 |   |  |                                |                                |
|  |                                 | Cuba                            | 5                              |                                |                                 |                                 |   |  |                                |                                |
|  | Taïwan                          | Cuba                            | 5                              | 2                              |                                 |                                 |   |  |                                |                                |
|  | Taïwan                          | 17 novembre - 18h00 (Tien-Mou)  |                                | 2                              |                                 |                                 |   |  |                                |                                |
|  | Pays-Bas                        | 0                               |                                |                                |                                 |                                 |   |  |                                |                                |
|  | Pays-Bas                        | 0                               | Taïwan                         | 1                              |                                 |                                 |   |  |                                |                                |
|  | 16 novembre - 18h00 (Shinchuan) | 16 novembre - 18h00 (Shinchuan) | Taïwan                         | 1                              | Match pour la 3e place          | Match pour la 3e place          |   |  |                                |                                |
|  | 16 novembre - 18h00 (Shinchuan) | 16 novembre - 18h00 (Shinchuan) |                                | États-Unis                     | Match pour la 3e place          | Match pour la 3e place          | 4 |  |                                |                                |
|  | États-Unis                      | 7                               | 18 novembre - 10h00 (Tien-Mou) | 18 novembre - 10h00 (Tien-Mou) |                                 |                                 | 4 |  |                                |                                |
|  | États-Unis                      | 7                               | 18 novembre - 10h00 (Tien-Mou) | 18 novembre - 10h00 (Tien-Mou) |                                 |                                 |   |  |                                |                                |
|  | Panama                          | 2                               |                                | Taïwan                         | 3                               |                                 |   |  |                                |                                |
|  | Panama                          | 2                               |                                | Taïwan                         | 3                               |                                 |   |  |                                |                                |
|  |                                 |                                 |                                |                                |                                 |                                 |   |  | Japon                          | 0                              |
|  |                                 |                                 |                                |                                |                                 |                                 |   |  | Japon                          | 0                              |

### Matchs de classement
|  | 5e à 8e places                  | 5e à 8e places                  |                        |   | Match pour la 5e place          | Match pour la 5e place          |
|  | 5e à 8e places                  | 5e à 8e places                  |                        |   | Match pour la 5e place          | Match pour la 5e place          |
|  |                                 |                                 |                        |   |                                 |                                 |
|  | 17 novembre - 12h00 (Shinchuan) | 17 novembre - 12h00 (Shinchuan) |                        |   | 18 novembre - 13h00 (Shinchuan) | 18 novembre - 13h00 (Shinchuan) |
|  | 17 novembre - 12h00 (Shinchuan) | 17 novembre - 12h00 (Shinchuan) |                        |   | 18 novembre - 13h00 (Shinchuan) | 18 novembre - 13h00 (Shinchuan) |
|  | Rép. dominicaine                | 2                               |                        |   | 18 novembre - 13h00 (Shinchuan) | 18 novembre - 13h00 (Shinchuan) |
|  | Rép. dominicaine                | 2                               |                        |   | 18 novembre - 13h00 (Shinchuan) | 18 novembre - 13h00 (Shinchuan) |
|  | Corée du Sud                    | 3                               |                        |   | 18 novembre - 13h00 (Shinchuan) | 18 novembre - 13h00 (Shinchuan) |
|  | Corée du Sud                    | 3                               | Corée du Sud           | 2 |                                 |                                 |
|  | 17 novembre - 12h00 (Tien-Mou)  |                                 | Corée du Sud           | 2 |                                 |                                 |
|  |                                 | Panama                          | 3                      |   |                                 |                                 |
|  | Panama                          | Panama                          | 3                      | 5 |                                 |                                 |
|  | Panama                          |                                 |                        | 5 |                                 |                                 |
|  | Pays-Bas                        | 0                               |                        |   |                                 |                                 |
|  | Pays-Bas                        | 0                               | Match pour la 7e place |   |                                 |                                 |
|  |                                 |                                 |                        |   |                                 |                                 |
|  | 18 novembre - 9h00 (Shinchuan)  |                                 |                        |   |                                 |                                 |
|  |                                 |                                 |                        |   |                                 |                                 |
|  | Rép. dominicaine                | 3                               |                        |   |                                 |                                 |
|  | Rép. dominicaine                | 3                               |                        |   |                                 |                                 |
|  | Pays-Bas                        | 7                               |                        |   |                                 |                                 |
|  | Pays-Bas                        | 7                               |                        |   |                                 |                                 |